# Рок-Міллс (Алабама)
Рок-Міллс (англ. Rock Mills) — переписна місцевість (CDP) в США, в окрузі Рендолф штату Алабама. Населення — 603 особи (2020).

## Географія
Рок-Міллс розташований за координатами 33°9′36″ пн. ш. 85°16′52″ зх. д. / 33.16000° пн. ш. 85.28111° зх. д. (33.159940, -85.281070).  За даними Бюро перепису населення США в 2010 році переписна місцевість мала площу 16,39 км², з яких 16,38 км² — суходіл та 0,01 км² — водойми.

## Демографія
Згідно з переписом 2010 року, у переписній місцевості мешкало 600 осіб у 263 домогосподарствах у складі 168 родин. Густота населення становила 37 осіб/км².  Було 296 помешкань (18/км²).
Расовий склад населення:
| - 97,3 % — білих - 1,5 % — чорних або афроамериканців |

До двох чи більше рас належало 1,0 %. Частка іспаномовних становила 1,8 % від усіх жителів.
За віковим діапазоном населення розподілялося таким чином: 20,2 % — особи молодші 18 років, 61,1 % — особи у віці 18—64 років, 18,7 % — особи у віці 65 років та старші. Медіана віку мешканця становила 43,5 року. На 100 осіб жіночої статі у переписній місцевості припадало 103,4 чоловіків;  на 100 жінок у віці від 18 років та старших — 106,5 чоловіків також старших 18 років.
За межею бідності перебувало 36,7 % осіб, у тому числі 49,1 % дітей у віці до 18 років та 13,8 % осіб у віці 65 років та старших.
Цивільне працевлаштоване населення становило 201 осіб. Основні галузі зайнятості: освіта, охорона здоров'я та соціальна допомога — 51,7 %, виробництво — 14,9 %, транспорт — 10,9 %, будівництво — 9,5 %.